# Hommage à Albert Roussel
Pour les articles homonymes, voir hommage.
L'Hommage à Albert Roussel est une pièce pour piano d'Arthur Honegger composée en 1928 pour les soixante ans du compositeur français Albert Roussel.

## Présentation
Hommage à Albert Roussel est composé en décembre 1928. 
La partition, en ré majeur, est destinée à un hommage que la Revue musicale souhaitait rendre à Albert Roussel à l'occasion de son 60e anniversaire. L'ouvrage collectif, qui met à contribution huit compositeurs, paraît dans le supplément musical d'avril 1929 et accueille, outre la pièce d'Honegger, des pages d'Ibert, Milhaud, Poulenc et Tansman, notamment,. 
Dans la tradition française de plusieurs hommages en musique, le motif principal de l’œuvre est basé sur une correspondance lettres-notes :
| A  | B  | C  | D  | E  | F  | G   | H        | I        | J        | K        | L        | M        | N         | O        | P        | Q        | R        | S         | T        | U        |
| -- | -- | -- | -- | -- | -- | --- | -------- | -------- | -------- | -------- | -------- | -------- | --------- | -------- | -------- | -------- | -------- | --------- | -------- | -------- |
| la | si | do | ré | mi | fa | sol | la dièse | si dièse | do dièse | ré dièse | mi dièse | fa dièse | sol dièse | do bémol | ré bémol | mi bémol | fa bémol | sol bémol | la bémol | si bémol |

Le thème est ainsi constitué des notes qui correspondent aux prénom et nom du compositeur : la, mi , si, mi, fa , la  pour « ALBERT » et fa , do , si , sol , sol , mi, mi  pour « ROUSSEL »,.
Ce motif est imbriqué à deux citations de thèmes d'Albert Roussel, extraits du Festin de l'araignée (la Valse de l'Éphémère) et du Concerto pour piano (l'adagio), au moyen de divers renversements, transpositions et changements métriques (par exemple, la valse de Roussel est traitée à quatre temps par Honegger),.
Pour Guy Sacre, l'Hommage, « commencé sur un rythme martelé de marche, s'achève dans une douce mélancolie ».